# Ariel Garcé
Ariel Hernán Garcé (* 14. Juli 1979 in Tandil), Spitzname El Chino (der Chinese), ist ein ehemaliger argentinischer Fußballspieler.

## Karriere
Ariel Garcé wurde 1979 in Tandil in der Provinz Buenos Aires geboren und begann beim heimischen Deportivo Santamarina mit dem Fußballspielen. In der Jugend wechselte er von dort zum renommierten Hauptstadtclub CA River Plate. Seinen ersten Einsatz in der ersten Mannschaft in der Primera División hatte er 1999.
Bis 2002 etablierte er sich als Stammspieler auf der rechten Abwehrseite und feierte mit dem Gewinn der Clausura in diesem Jahr bereits den dritten Meistertitel im Aufgebot von River. Dem Erfolg folgte die Berufung in die Argentinische Fußballnationalmannschaft, wo er Anfang 2003 zwei Freundschaftsspiele bestritt. Zu weiteren Einsätzen kam es danach jedoch erst einmal nicht. Gleichzeitig war er in der Apertura auf Leihbasis nach Mexiko zu den Monarcas Morelia gewechselt, doch nach sechs Monaten im Ausland kehrte Garcé wieder zu River Plate zurück. Noch einmal holte er mit dem Verein einen Meistertitel, bevor er Ende 2004 Buenos Aires verließ.
Jeweils ein halbes Jahr spielte er danach für den Club Atlético Colón aus Santa Fe und den Club Olimpo aus Bahía Blanca. Dort erhielt seine Karriere einen schweren Rückschlag, als er positiv auf Kokain getestet und 2006 für ein halbes Jahr gesperrt wurde.
Doch bei Rosario Central, wo er nach der Sperre ein Jahr lang spielte, konnte er sich wieder in der ersten argentinischen Liga etablieren. Seit Mitte 2007 spielte er wieder für Colón. Dort zeigte er erneut beständig gute Leistungen, so dass Ariel Garcé 2010 mit 30 Jahren seine Rückkehr ins Nationalteam feiern konnte. Zuerst wurde er nur für ein Freundschaftsspiel berufen, dann wurde er überraschend von Nationaltrainer Diego Maradona sogar in das Aufgebot Argentiniens für die Fußball-Weltmeisterschaft 2010 in Südafrika aufgenommen. 2012 wechselte er zu den Argentinos Juniors und 2013 zu Atlético de Rafaela, wo er 2014 seine Laufbahn beendete.

## Erfolge
- Argentinischer Meister Apertura 1999, Clausura 2000, Clausura 2002 und Clausura 2004 mit River Plate